# Зима близко
«Зима близко» (англ. Winter Is Coming) — первый эпизод первого сезона телесериала HBO «Игра престолов». Сценарий, написанный создателями сериала Дэвидом Бениоффом и Д. Б. Уайссом, является адаптацией первых глав романа Джорджа Р. Р. Мартина «Игра престолов». Режиссёром эпизода стал Тим Ван Паттен, который переснял не вышедший в эфир пилот режиссёра Тома Маккарти.
В эпизоде представлены основные места действия и персонажи сериала. Сюжет сосредотачивается на семье Старков и вмешательстве их лорда, Эддарда Старка, в политику королевского двора после того, как король назначает его своим новым советником («Десницей Короля»).
Эпизод получил в основном положительные отзывы, его просмотрело более 2 200 000 телезрителей. За неделю до выхода в эфир канал опубликовал на своем сайте пятнадцатиминутный отрывок эпизода для предварительного просмотра.
Название является лозунгом дома Старков и несколько раз произносится в эпизоде и в сериале.

## Сюжет
В эпизоде начинают переплетаться события, происходящие в разных местах в пределах и за пределами вымышленного континента Вестерос. Основное действие происходит в северных землях, хранителем которых является лорд Винтерфелла Эддард Старк (Шон Бин). За пределами Вестероса, за Узким морем, в изгнании живут два выживших представителя дома Таргариенов, предыдущих правителей Вестероса.

### За Стеной
В начале эпизода трое из Ночного Дозора — сир Уэймар Ройс (Роб Остлир), Уилл (Бронсон Уэбб) и Гаред (Дермот Кини) — проводят разведку по ту сторону Стены, гигантского ледяного барьера в северной части королевства. После того, как они находят изуродованные трупы живущих за Стеной Одичалых, на них нападают Белые ходоки и восставшие из мёртвых Одичалые. Чудовища убивают двух дозорных, но по какой-то причине оставляют Уилла в живых. Боясь за свою жизнь, он дезертирует из Ночного Дозора, отправляясь на юг.

### В Королевской Гавани
Королева Серсея (Лина Хиди) и её брат-близнец Джейме Ланнистер (Николай Костер-Вальдау) наблюдают, как за телом Десницы короля Джона Аррена (Джон Стэндинг) ухаживают Молчаливые Сёстры. Они обсуждают, передал ли он кому-нибудь перед смертью опасную информацию, касающуюся их обоих. Джейме уверяет сестру, что если бы Аррен что-то рассказал, то их бы уже казнили.

### На Севере
После вступительных титров появляются Старки из Винтерфелла: лорд Эддард «Нед» (Шон Бин), его жена, леди Кейтилин «Кэт» (Мишель Фэйрли) и их дети — наследник Робб (Ричард Мэдден), старшая дочь Санса (Софи Тёрнер), младшая дочь Арья (Мэйси Уильямс), десятилетний сын Бран (Айзек Хэмпстед-Райт), младший сын Рикон (Арт Паркинсон), незаконнорожденный сын Неда Джон Сноу (Кит Харингтон) и заложник/подопечный Теон Грейджой (Альфи Аллен).
Неду сообщают, что в плен взят Уилл — дезертир из Ночного Дозора. По уставу члены Ночного Дозора дают клятву не покидать свои посты под страхом смерти. Нед берёт всех своих сыновей на казнь Уилла. Тот повторяет, что видел Белых Ходоков, но ему никто не верит. Уилл встречает смерть храбро, признавая, что должен был вернуться на Стену и предупредить. Нед сам выносит приговор и приводит его в исполнение. Когда Бран спрашивает отца о Белых Ходоках, Нед отвергает это как бред безумца, настаивая, что Ходоков считают исчезнувшими уже много тысяч лет.
На обратном пути Старки находят мёртвого самца оленя — герб Дома Баратеонов. Поодаль они находят погибшую самку лютоволка и её выживших детёнышей. Заметив, что лютоволк — герб семьи Старков и что волчат столько же, сколько детей Старков (даже последыш-альбинос для Джона), они забирают волчат себе.
В Винтерфелле Кейтилин сообщает мужу о письме, извещающем о смерти лорда Аррена, старого наставника Эддарда и шурина Кейтилин. В весточке, принесённой вороном, сообщается, что в Винтерфелл едет сам король. Винтерфелл принимает королевский двор — короля Роберта Баратеона (Марк Эдди), его жену королеву Серсею, их детей: наследника принца Джоффри (Джек Глисон), принцессу Мирцеллу (Эйми Ричардсон) и младшего принца Томмена (Каллум Уорри), а также брата-близнеца Серсеи Джейме Ланнистера, члена Королевской Гвардии, и их младшего брата Тириона Ланнистера (Питер Динклэйдж), карлика, известного под кличкой Бес. Когда Роберт посещает захоронение Лианны Старк, его покойной невесты и сестры Неда, он признаётся старому другу, что больше не доверяет никому из своего окружения. Он решает назначить Неда новым Десницей короля и, чтобы укрепить союз между двумя семьями, предлагает обручить дочь Неда Сансу с его сыном Джоффри.
Ночью Кейтилин получает тревожное письмо от своей сестры, вдовы лорда Аррена. Она подозревает, что Джона убили могущественные Ланнистеры. Нед, который сначала отказывался принять должность Десницы, соглашается, чтобы защитить старого друга. Бран, который любит лазать по стенам Винтерфелла, забирается на заброшенную башню, где застаёт королеву Серсею и Джейме, занимающихся сексом. Чтобы сохранить кровосмесительную связь в тайне, Джейме сбрасывает Брана с высокого окна.

### За Узким морем
Принц в изгнании Визерис Таргариен (Гарри Ллойд) замышляет свергнуть короля Роберта и вернуть трон своего отца. С этой целью он организует брак между своей сестрой Дейенерис (Эмилия Кларк) и могущественным кхалом Дрого (Джейсон Момоа), предводителем кочевой орды дотракийцев.
Дейенерис боится вождя варваров, но брат велит ей выйти за него замуж. Во время свадебной церемонии Дейенерис получает два подарка. Первый — коллекция книг Семи Королевств от сира Джораха Мормонта (Иэн Глен), рыцаря-изгнанника, верного Таргариенам. Второй — ларец с тремя окаменелыми драконьими яйцами — преподнесён магистром Иллирио Мопатисом (Роджер Аллам), который помог устроить брак.

## Производство

### Концепция и разработка
Несколько голливудских киностудий обращались к Джорджу Р. Р. Мартину по поводу экранизации его серии книг «Песнь Льда и Огня»; Мартин высказал мнение, что по этим книгам нельзя снять фильм, поскольку слишком много придётся вырезать, но считал, что по ним можно снять телесериал. В январе 2006 года Дэвид Бениофф переговорил с литературным агентом Мартина по поводу книг, которые тот может представить для возможной адаптации, и агент прислал ему первые четыре книги «Песни Льда и Огня». Бениофф прочитал несколько сотен страниц первой книги, «Игра престолов», позвонил Д. Б. Уайссу и сказал: «Может быть, я сумасшедший, но за последние 20 лет ни одна книга меня так не забавляла. Так что взгляни, я думаю, что из этого может получиться большой сериал HBO». Уайсс, прочитав первую книгу за два дня, очень увлёкся идеей телевизионного проекта по книгам. Они организовали встречу с Мартином, который спросил, знают ли они, кто настоящая мать Джона Сноу, и был доволен их ответом.
В марте 2006 года, спустя несколько недель после встречи с Мартином, Бениофф и Уайсс представили шоу каналу Showtime и Кэролин Штраусс из HBO, которая приняла их предложение. HBO приобрёл права на романы для сериала с Бениоффом и Уайссом в качестве сценаристов и исполнительных продюсеров. Производство началось в январе 2007 года. Сериал начинался с книги 1996 года из цикла «Песнь Льда и Огня», «Игра престолов», с намерением, что каждый роман будет основой для соответствующего сезона. Однако Бениоффу и Уайссу пришлось представить проект на новое рассмотрение после того, как Кэролин Штраусс ушла с поста президента HBO в 2008 году. Первый и второй набросок пилотного сценария, написанные Бениоффом и Уайссом, были представлены в августе 2007 и в июне 2008 соответственно. Хотя HBO одобрило оба наброска, пилот не был заказан до ноября 2008 года.

### Сценарий
Сценарий написан создателями сериала Дэвидом Бениоффом и Д. Б. Уайссом, пилотный эпизод включает в себя 1—9 и 12 главы романа (Пролог, Бран I, Кейтилин I, Дейенерис I, Эддард I, Джон I, Кейтилин II, частично Арья I, Бран II, Дейнерис II). Среди изменений — последовательность событий в прологе (в книге выживает и затем казнён Эддардом Гаред, а не Уилл; материал Арьи расположен до приезда королевской семьи); новые сцены, раскрывающие характер близнецов Ланнистеров и Дейнерис; в сцене брачной ночи Дрого не дожидается согласия Дейенерис на секс.

### Съёмки
Том Маккарти был выбран режиссёром пилотного эпизода, который снимался между 24 октября и 19 ноября 2009 года в Северной Ирландии, Шотландии и Марокко. Однако пилот был признан неудовлетворительным и потребовал пересъёмки.
Новый пилотный эпизод снимался в 2010 году новым режиссёром Тимом Ван Паттеном, а несколько актёров, появившихся в оригинальном пилоте, не вернулись в сериал. Тамзин Мерчант (Дейнерис Таргариен) была заменена Эмилией Кларк, а Дженнифер Эль (Кейтилин Старк) — Мишель Фэйрли. Кроме того, Иэна Макниса (магистр Иллирио) сменил Роджер Аллам, Ричарда Райдингса (Гаред) — Дермот Кини, а Джейми Кэмпбелла Бауэра (сир Уэймар Ройс) — Роб Остлир.
Ещё одно отличие в том, что оригинальный пилот включает сцены, снятые в Шотландии, а сцены Пентоса были сняты в Марокко, но для окончательного варианта Винтерфелл снимался в различных местах в Северной Ирландии, в то время как сцены из Пентоса были сняты в Мальте. Замок Дун был изначально использован для воссоздания Винтерфелла, а его большой зал — для некоторых интерьерных съёмок. Несколько сцен сохранилось, но поскольку возвращаться в Шотландию для пересъёмки было непрактично, точная копия большого зала Дуна была воссоздана в павильоне в Белфасте. Замок Уорд в Северной Ирландии был использован для пересъёмки приезда короля Роберта в Винтерфелл. Автостоянка сыграла роль двора Винтерфелла, а винный погреб — семейную крипту Старков. В лесном парке Толлимор снималась начальная сцена встречи с Белыми Ходоками.
Все сцены, снятые в Марокко, пересняты в Мальте. Оригинальный пилот повторно использовал декорации из «Царства небесного» в Марокко для съёмок Пентоса и места свадьбы Дрого и Дейенерис. В Мальте Вердала, летний дворец президента Мальты (XVI в.), был использован для натурных сцен особняка Иллирио. Лазурное окно стало фоном для свадьбы. Однако съёмки у Лазурного окна вызвали некоторые споры, когда охраняемой экосистеме был нанесён ущерб субподрядчиком.
В сцене секса Лина Хиди, в то время беременная, была заменена дублёршей. В сцене, когда Старки, возвращаясь с казни, набредают на убитого лютоволком оленя, использовано настоящее животное, а не реквизит. Поскольку олень был мёртв уже два дня, он так вонял, что актёрам пришлось приложить немало усилий, чтобы не подать виду. Некоторые сцены не вошли в эпизод, например, флэшбек смерти брата Эддарда Старка и смерть Джона Аррена.

### Оригинальный пилотный эпизод
Оригинальный пилот 2009 года был плохо принят на частном показе для друзей, один из которых, Крэйг Мазин, сказал Бениоффу и Уайссу: «У вас, ребята, огромная проблема», а на вопрос о предложениях ответил: «изменить всё». Уайсс сказал о показе: «Наблюдать за тем, как они смотрели пилот, было глубоким унижением, болезненным опытом, потому что они очень умные люди, и пилот явно не устраивал ни одного из них на самом элементарном уровне». Например, ниоткуда не следовало, что два основных персонажа, Джейме и Серсея Ланнистер, на самом деле брат и сестра.
HBO не принимало решение в течение четырёх месяцев после представления пилотного эпизода. В марте 2010 года было объявлено решение HBO дать сериалу зелёный свет, включая пилот; начало производства было назначено на июнь. Однако HBO потребовал значительной пересъёмки и удаления всех сцен, снятых в Марокко. Из-за этого пришлось вырезать снятое в Марокко камео Джорджа Р. Р. Мартина в роли пентосийского дворянина на свадьбе Дейенерис. В целом в 2010 году пересняли 90 % пилота с некоторыми изменениями в актёрском составе и другим режиссёром.

### Вышедший эпизод
Оригинальный пилот не вышел в эфир, хотя часть отснятого материала использована в окончательном эпизоде, в том числе сцены Сансы с Кейтилин (с заменой Дженнифер Эль на Мишель Фэйрли), проезд Уилла по лесу (с другим актёром), большая часть пира в Винтерфелле и сцена Неда и Роберта в крипте. Эта сцена — одна из немногих, снятых на 35-мм плёнку, и в HD-версии эпизода можно увидеть небольшую зернистость.

## Отзывы и критика

### Предварительный показ
3 апреля 2011 года, за две недели до премьеры, первые 15 минут эпизода были доступны для просмотра на официальном сайте HBO. Корреспондент Wired Дэйв Бэнкс написал, что фрагмент «гораздо лучше, чем ожидалось. (Как это возможно?)». Скотт Стинсон из «Toronto’s National Post» отметил: «приходит понимание, что это не очередная дешёвая драма, когда за первые 15 минут происходит два обезглавливания».

### Рейтинги
Эпизод сумел собрать 2,2 миллиона зрителей в день премьеры и ещё 2 миллиона во время повторных показов в ту же ночь. На следующий день после премьеры HBO транслировал эпизод ещё шесть раз, тем самым добавив к аудитории ещё 1,2 миллиона зрителей. Повторный показ эпизода на следующей неделе увеличил общую аудиторию до 6,8 миллиона человек.

### В других странах
Премьера сериала в Канаде состоялась в тот же день, что и в США. 18 апреля 2011 года прошла премьера в Великобритании и Ирландии на канале Sky Atlantic, аудитория составила 750 000 человек. В России премьера состоялась на канале Fox Life 8 сентября 2011 года. Позже на канале РЕН ТВ, 11 марта 2012 года прошёл показ дублированной версии.

### Награды и номинации
Тим Ван Паттен получил номинацию на премию «Эмми» за лучшую режиссуру драматического сериала в 2011 году. Эпизод был также номинирован за лучший грим в телесериале.

#### Награды
| Год  | Награда                                      | Категория                                                            | Номинант(ы)                     | Результат |
| ---- | -------------------------------------------- | -------------------------------------------------------------------- | ------------------------------- | --------- |
| 2011 | 63-я церемония премии «Эмми»                 | Лучшая режиссура драматического сериала                              | Тим Ван Паттен                  | Номинация |
| 2011 | 63-я творческая премия «Эмми»                | Лучший грим в сериале (несложный)                                    | Пол Энгелен и Мелисса Лакерстин | Номинация |
| 2012 | Golden Reel Awards                           | Лучший монтаж звука — краткая форма звуковых эффектов на телевидении |                                 | Победа    |
| 2012 | 64-я церемония премия Гильдии режиссёров США | Драматический сериал                                                 | Тим Ван Паттен                  | Номинация |